# Fisktjärnen (Hotagens socken, Jämtland)
Fisktjärnen är en sjö i Krokoms kommun i Jämtland och ingår i Indalsälvens huvudavrinningsområde.